# Hội quán Hà Chương
Hội quán Hà Chương (chữ Hán: 霞漳會館) còn có tên là Hội quán Chương Châu, hay còn được gọi là chùa Ông Hược. hoặc chùa Bà Hà Chương; hiện tọa lạc tại số 802 Nguyễn Trãi, Phường 14, Quận 5, Thành phố Hồ Chí Minh (Việt Nam).

## Kiến trúc

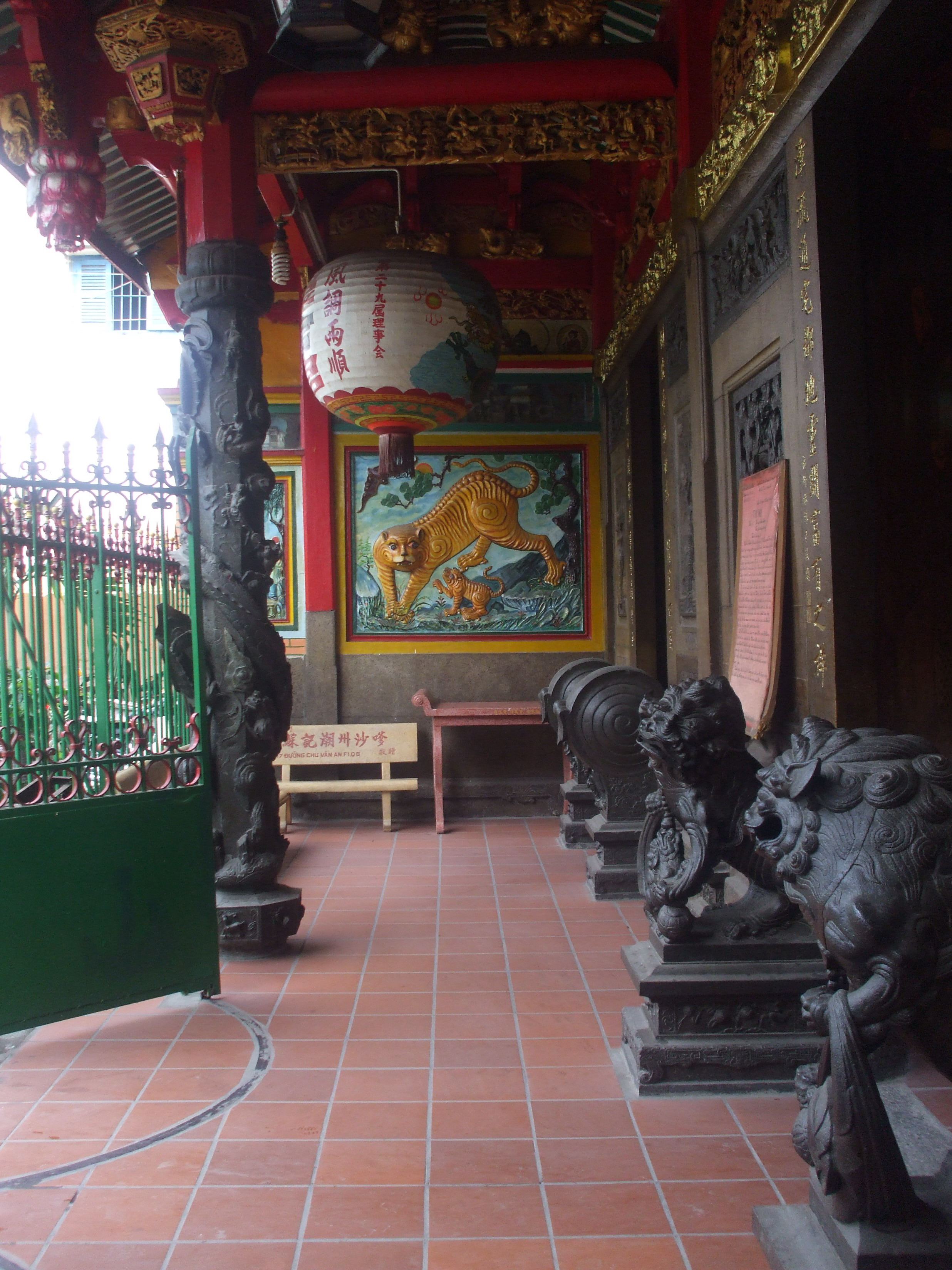
Cột hội quán và đôi kỳ lân đều bằng đá nguyên khối, nơi cửa hội quán.

## Cổ vật

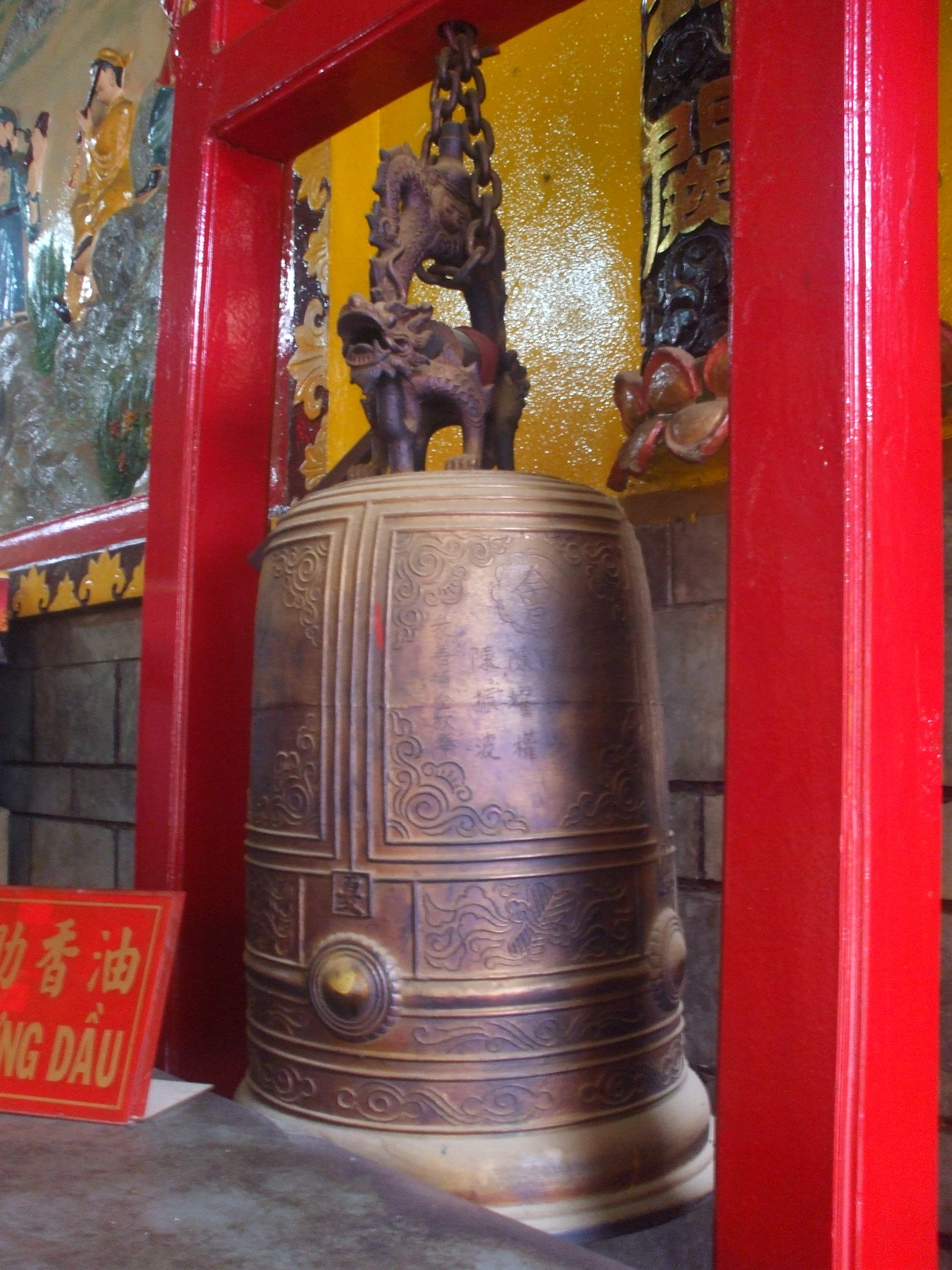
Chuông cổ được chế tạo vào thời vua Đồng Trị, nhà Thanh.